# Kabala (cidade)
Kabala é uma cidade da Serra Leoa.

## Localização
- Província - Nothern (Província do Norte) -   Latitude:9.58  e Longitude:11.55

## Geografia
Altitude média: 457m.

## Características
Localizada na região Norte do país, é considerada, tranquila, calma, amistosa e hospitaleira. Próxima a cidade há colinas, com cascatas, que servem para caminhadas, e a melhor colina para quem gosta do esporte de caminhar é Gbawuria Hill.

## Links e fontes de referências
- - Mapa da GOOGLE com a localização da cidade
- -Contem dados interessantes a respeito da climatologia anual do local.